# Давлеткулово (Оренбургская область)
Давлеткулово — село в Тюльганском районе Оренбургской области. Входит в состав Чапаевского сельсовета.

## География
Село находится на расстоянии примерно 7 км (по прямой) к северо-западу от посёлка Тюльган, административного центра района.

### Часовой пояс
Село Давлеткулово, как и вся Оренбургская область, находится в часовой зоне МСК+2. Смещение применяемого времени относительно UTC составляет +5:00.

## Население
| 2010 |
| ---- |
| 282  |

### Национальный состав
Согласно результатам переписи 2002 года, в национальной структуре населения башкиры составляли 93 % из 383 чел.